# Версај
Версај (фр. Versailles), раније зван Версаљ, је француски град (општина) у департману Ивлен. Град је предграђе Париза, а раније је служио као де факто главни град Француског краљевства. Широм света град је познат по Версајској палати која је била краљевски дворац. По подацима из 2006. године број становника у месту је био 87.549.

## Етимологија
Име Versaillesa (Версај) вероватно долази од латинске речи versare, окренути. Израз се изворно користио од 11. века за површине које се обрађују.
За време Француске револуције град је преименован у Berceau-de-la-Liberté. tj. „колевка слободе”.

## Историја
1083. у повељи опатије Сент-Пер из Чартреса спомиње се становити  што је први спомен имена. Све до 1678. када Луј XIV одлучује пребацити двор и владу у Версају, ово је било мало село окружено шумама. Доласком краља и његовог двора 6. маја 1682. ово мало место убрзано се развија, и до краја владавине Луја XIV има око 30.000 становника. Град се наставља развијати и за време његових наследника, и до револуције има око 50.000 становника.
Важност града почиње опадати одласком власти из њега. Ово опадање престаје након 1871. године, када је успоставом Париске комуне власт премештена у Версај, ког је напустила тек 1879. године.
Касније, Версај се развија као провинцијски град, са важном туристичком улогом. Постаје поновно славан потписивањем Версајских уговора крајем Првог светског рата.
Данас је растом париских предграђа, Версај, који је доживио велики економски и демографски развој, укључен у париску агломерацију. Улога града као политичког и правног средишта појачана је 1960-их и 1970-их, кад је град постао средиште западних предграђа Париза.

## Географија
Општина Версај налази се 19 km југозападно од Париза. Иако је префектура департмана Ивлен, не налази се у његовом средишту, неко близу границе с департманом Горња Сена.
Граничне општине су према северу Rocquencourt и Ле Шене, према западу Баји и Saint-Cyr-l'École, према југу Гијанкур, Бик и Jouy-en-Josas, према истоку Велизи Вилакубле, Viroflay, и према североистоку, три општине у департману Горње Сене : ,  и . Општинско подручје налази се на кречњачком мочварном платоу које се налази на 100 до 150 m надморске висине, и које граничи на југу са долином реке Бевре, док се на југозападу и североистоку налазе брда, а на западу се продужује на версајску низију. Ово подручје је одводњено са два потока, ru de Marivel на истоку који се у Севру улива у Сену и ru de Gally који се у Бену спаја у реку Mauldre. Ток ових речица је измењен због урбанизације, ток потока ru de Gally је скраћен за време градње палате и копања канала (Гранд Канал).
Урбанистички део Версаја састоји се од шест главних четврти:
- четврт Chantiers, с истоименим колодвором.
- четврт Свети Луј, у близини палате, у којој се налази историјска зона са катедралом Свети Луј, игралиштем итд.
- четврт Нотр-Дам, симетрична четврти Саинт-лоуис, где се налази црква Нотр-Дам и трговачка улица.
- стамбене четврти ,  и .
- историјска четврт Монтбаурон, чије се име данас практично не користи.

Важне су и четврти ,  и .

## Политика
Версај је седиште департмана Ивлена, округа Версаја и три кантона. Версај је означен као префектура департмана Сена и Оаза стварањем департмана у марту 1790. Након реформе у јануару 1968. која је довела до распада департмана Сена и Оаза, град је постао главно место новог департмана Ивлен који чини око 40% површине старог департмана. Од 2002. године, Версај је средишње место заједнице општина Гранд Парк, која је названа по великом парку Луја XIV. У овој заједници живи око 150.000 становника Ивленса, а од 2003. придружена је и општина Бјевр из департмана Есон.
Од 1792. године, Версај је седиште једне од тридесет академија, тј. управне јединице министарства образовања, а покрива западно подручје старог департмана Сена и Оаза, тј. Есен, Сенски висови, Ивлин и Долина Оазе.
1975. године, Версај је постао седиште призивног суда чија се овлаштења простиру на подручје департмана Ер и Лоар, Горња Сена, Сенски висови и Ивлин.
Версај је седиште и дијецезе Католичке цркве која је створена 1790, па је под управом париске надбискупије.
Иако је Париз увек остао службени главни град Француске, Версај је неколико пута био седиште средишње власти, и тиме заправо главни град државе:
- од маја 1682. када је Луј XIV одлучио преместити дворац и владу из Париза у Версај, па све до септембра 1715. (смрт Луја XIV), када се регент Филип Орлеански одлучио преместити у Париз.
- од јуна 1722, када је краљ Луј XV преместио дворац у Версај, па до октобра 1789. када је народ присилио краља Луја XVI на повратак у Париз.
- од 20. марта 1871, када су влада Треће Републике и парламент побегли у Версај, бежећи од устанка Париске комуне, до новембра 1879, када је избором Жила Гревија на место председника враћена влада и парламент у Париз.

Версај је такође врло важан гарнизонски град још од раздобља монархије. У војним и одбрамбеним органима запослено је око 7.000 цивила и војника, већином високообразованих и смештених у четврт Сатори.

### Споменици
- Версајска палата

Палата је била седиште двора француских краљева за време Луја XIV, Луја XV и Луја XVI. У њој је Велика Британија признала независност САД (1783), овде се прогласило уједињење Немачког царства (1871), и овде је потписан Версајски уговор (1919) у Галерији огледала. Палата се још увек користи за проглашење измена француског устава.
- Велики Тријанон
- Мали Тријанон
- Амо
- игралиште
- музеј кочија
- катедрала Свети Луј
- црква Нотр Дам
- црква свети Симфоријен
- 1238
- гимназија
- железничка станица Версај
- позориште

### Дворац у доба Лујева

#### Резиденција краља Сунца и његових наследника
Француска је у 17. веку била најмоћнија европска држава која је под влашћу краља Сунца постала културни, привредни и политички центар континента. Дворац у Версају је био слика француских достигнућа и симбол њене величине и снаге. Ред у уређењу паркова одражавао је ред који је Луј донео својој држави.
Краљ је волео мали ловачки дворац свога оца. Ту је могао саградити репрезентативну нову палату, која би у уском Паризу била незамислива. Његова одлука да двор 1682. пресели из Лувра и палате Тиљерије у Версај обележила је наредне деценије француске историје. Овде је засновао стил владавине касније познат као апсолутизам. Луј XIV је овим потезом желео да спречи побуне попут побуне фронди и да строго контролише племство које има приступ до њега. Спречио је аристократију да се бави својим некадашњим послом регионалних администратора и заменио их бирократама. Само је двор додељивао положаје, титуле и надлежности, а они који би били далеко од краља, ризиковали би да изгубе привилегије и права. Тиме је смањена опасност од склапања завера далеко од двора, каква је постојала у време његовог оца.
Аристократија је политички ослабљена и уједно умирена скупим поклонима и раскошним прославама. Да би били у складу са најновијом модом, учествујући на прославама и лововима, племићи су пристајали да примају апанажу од краља. Добити стан у Версају била је посебна привилегија уз коју је ишла илузија да се учествује у управљању из центра моћи. Некад моћна француска аристократија добровољно се одрицала замака у провинцији да би време проводили у близини краља. Тако се дешавало да би неки племићи наслеђивали титуле војводстава које никада не би лично посетили. Ако би краљ за неког узгред поменуо да би „могао да проведе неко време у провинцији“, то би значио његов сигуран пад на друштвеној лествици. Зато се аристократија јако трудила да се допадне краљу. У дворцу су стално становале хиљаде људи. Ово је био прави град под једним кровом, са становима, простором за рад и забаву. У ходницима и дворанама су радили трговци. Међу хиљадама аристократа становника Версаја многи су били сиромашни. Они би становали у таванским просторијама. Виктор Иго је касније описао зграду дворца као „дворску касарну“.
Француско друштво је било веома оптерећено трансформацијом земљопоседничког у дворско племство. Племство се ослободило старих управљачких обавеза и почело живот у декадентној доколици. Трећи сталеж је за то време преузео терет пореза и морао да вредно ради да би се приближио стандарду живота повлашћене аристократије. Ово стање је стотињак година касније било један од узрока Француске револуције.
Под наследницима краља Сунца Версај је изгубио некадашњи централни значај, па се отмено друштво поново почело окупљати по провинцијским дворцима или париском салонима. Версај је и даље служио као резиденција краљева Луја XV и Луја XVI. Иако су коришћени и други дворци у околини Париза, Версај је увек био седиште владе и центар француског двора. Само је после смрти Луја XIV 1715, у доба регентства Филипа II у име дечака Луја XV, краљевска породица напустила Версај и боравила у дворцу Сен Клу.
Овде се налази Версајска оранжерија из 1680-их.

#### Дворац и јавност
Палата није била резервисана само за племство; ући је могао свако ко је поседовао шешир и мач. Обичан народ је имао приступ дворанама Версаја. Краљевска породица је тако и обедовала у присуству јавности. Познато је да је Марија Антоанета родила своје прво дете у соби препуној посматрача. Приступ дворцу није значио и могућност контакта са дворјанима. Контакт са службеницима и дворјанима је био могућ само поштовањем устаљених дворских правила и посредника.

#### Дворски протокол
И претходници краља Сунца су имали развијен систем правила у глорификовању француских владара. Ипак, церемонијал који је развијен у доба Луја XIV их је све надмашио. Етикеција је диктирала сваки поступак, од великих прослава и пријема до обичних ручкова. Правила су постојала и за случај болести и смрти. Тако се Луј XV 1774. разболео од великих богиња у Тријанону, па су га брзо пренели у Версај, где је умро под будним оком целог двора.
Краљ је у овом систему био центар готово божанског обожавања. Краљева сврха је била да служи Француској. Бити краљу од помоћи када би он ујутру устајао, додати му воду или кошуљу, значило је врховну почаст. Право да се буде у присуству краља, право да се у његовом присуству говори, чак и право да се уће у његове одаје кроз одређена врата, било је одраз нечије моћи и репутације. Луј XIV је написао у својим мемоарима:
Уопште је једно од најзначајнијих достигнућа Наше моћи да је једна ствар која по себи добила непроцењиву вредност
Етикеција се није односила само на однос према краљу, већ је важила и за војводе, принчеве, сваког дворјанина. Протокол је одређивао међусобне односе и свакоме додељивао место у дворском друштвеном систему.
Пример за строг дворски церемонијал је следећа анегдота, коју је пренела једна од дворских дама Марије Антоанете (мадам Кампан).
Краљичин церемонијал је одговарао краљевом церемонијалу. Дворска дама је имала право да краљици при облачењу пружи кошуљу. Друга дама јој је пружала подсукњу и одећу. Ако би ту била принцеза из краљевске породице, онда би на њу прешло право да краљици дода кошуљу. Тако је једном краљица била поред својих дама потпуно разодевена. Њена собарица је додала кошуљу њеној дворској дами у тренутку кад је у собу ушла војвоткиња од Орлеана. Дворска дама је вратила кошуљу собарици која је намеравала да кошуљу да војвоткињи, кад је у собу ушла још више рангирана грофица од Провансе. Сад је кошуља враћена собарици, па је тек из руку грофице стигла најзад до краљице. Све ово време она је била гола, онаква какву ју је Бог створио, морала је стајати и посматрати како се даме њеном кошуљом надмећу у давању комплимента

#### Прославе у Версају
Да би се забавили беспослени дворјани у Версају су организовани балови, прославе и турнири. Лично је краљ био организатор редовних забавних вечери у својим апартманима.
Поред сталних банкета, маскенбала и извођења опера, повремено су организоване вишедневне прославе које су својом блиставошћу и бројем званица служиле да увеличају краљеву славу.
Посебно су две прославе прошириле репутацију Версаја: од 7. до 14. маја 1664. одржана је велика прослава „Задовољства Чаробног острва“ у проширеном парку, где је краљ Луј XIV угостио 600 званица. Лајтмотив прославе, прича о Алсини и Чаробном острву, била је омиљена тема у доба барока. То је била прослава за коју је Жан-Батист Лили компоновао нове опере, а Молијер написао позоришне комаде. Због огромног новца уложеног у славље овај догађај је привукао пажњу и завист других европских дворова. Године 1668. приређена је прослава „Велико краљево задовољство“ поводом склапања мира из Ахена. Ова прослава није организована само због краљеве победе, већ и као поклон његовој љубавници мадам Монтеспан. У оквиру прославе изведен је балет са више од 1.200 глумаца, играча и статиста. Музику је написао дворски композитор Лили, а либрето дворски писац Молијер.
Друге значајне прославе одиграле су се у Версају 23. фебруара 1745. и 9. фебруара 1747, као и кад се венчао дофен и каснији краљ Луј XVI маја 1770.

#### Знаменити догађаји
У дворцу Версај одиграло се више битних историјских догађаја. Ту су обитавали амбасадори из више европских земаља, делегације из Сијама, Персије, као и Индијанци из француских колонија у Америци. Најзначајнији политички догађај било је склапање Версајског мировног уговора 1919.
Године 1757. Дамјен је овде покушао атентат на Луја XV (и због тога био рашчеречен), 1763. гостовао је млади Моцарт. Дана 19. септембра 1783. браћа Монголфје су послали на лет балоном једну овцу, једног петла и једну патку пред краљем, краљицом и више хиљада посматрача.

### Улога дворца у модерној Француској
Од времена треће републике састајала се Француска скупштина у Версају у посебно изграђеној дворани у јужном крилу. Овде су посланици и сенатори бирали Председника републике од 1879. до 1953. И данас се у дворцу Версај окупљају посланици код доношења веома важних одлука или промене устава.
Бретонски сепаратисти су 26. јуна 1978. изазвали подметнуту експлозију у дворцу Версај, који је за њих представљао симбол француског централизма.
Дворац и парк Версаја су стављени на УНЕСКО листу Светске баштине 1979.
Версајски дворац са својим парковима, музејима и споредним дворцима је отворен за јавност и представља најпосећенији дворац Француске. За одржавање дворца брине се екипа од 800 људи. Посета дворцу и музејима се наплаћује. Годишње дворац посети око три милиона људи. Око 70% посетилаца су странци.

## Историја
1083. у повељи опатије Сент-Пер из Чартреса спомиње се становити  што је први спомен имена. Све до 1678. када Луј XIV одлучује пребацити двор и владу у Версају, ово је било мало село окружено шумама. Доласком краља и његовог двора 6. маја 1682. ово мало место убрзано се развија, и до краја владавине Луја XIV има око 30.000 становника. Град се наставља развијати и за време његових наследника, и до револуције има око 50.000 становника.
Важност града почиње опадати одласком власти из њега. Ово опадање престаје након 1871. године, када је успоставом Париске комуне власт премештена у Версај, ког је напустила тек 1879. године.
Касније, Версај се развија као провинцијски град, са важном туристичком улогом. Постаје поновно славан потписивањем Версајских уговора крајем Првог светског рата.
Данас је растом париских предграђа, Версај, који је доживио велики економски и демографски развој, укључен у париску агломерацију. Улога града као политичког и правног средишта појачана је 1960-их и 1970-их, кад је град постао средиште западних предграђа Париза.

## Политика
Версај је седиште департмана Ивлин, округа Версаја и три кантона. Версај је означен као префектура департмана Seine-et-Oise стварањем департмана у марту 1790. Након реформе у јануару 1968. која је довела до распада департмана Seine-et-Oise, град је постао главно место новог департмана Ивлен који чини око 40% површине старог департмана. Од 2002. године, Версај је средишње место заједнице општина Гранд Парк, која је названа по великом парку Луја XIV. У овој заједници живи око 150.000 становника Ивленса, а од 2003. придружена је и општина Бјевр из департмана Есон.
Од 1792. године, Версај је седиште једне од тридесет академија, тј. управне јединице министарства образовања, а покрива западно подручје старог департмана Seine-et-Oise, тј. Есен, Горња Сена, Ивлен и Долина Оазе.
1975. године, Версај је постао седиште призивног суда чија се овлаштења простиру на подручје департмана Ер и Лоар, Горња Сена, Долина Оазе и Ивлин.
Версај је седиште и дијецезе Католичке цркве која је створена 1790, па је под управом париске надбискупије.
Иако је Париз увек остао службени главни град Француске, Версај је неколико пута био седиште средишње власти, и тиме заправо главни град државе:
- од маја 1682. када је Луј XIV одлучио преместити дворац и владу из Париза у Версај, па све до септембра 1715. (смрт Луја XIV), када се регент Филип Орлеански одлучио преместити у Париз.
- од јуна 1722, када је краљ Луј XV преместио дворац у Версај, па до октобра 1789. када је народ присилио краља Луја XVI на повратак у Париз.
- од 20. марта 1871, када су влада Треће Републике и парламент побегли у Версај, бежећи од устанка Париске комуне, до новембра 1879, када је избором Жила Гревија на место председника враћена влада и парламент у Париз.

Версај је такође врло важан гарнизонски град још од раздобља монархије. У војним и одбрамбеним органима запослено је око 7.000 цивила и војника, већином високообразованих и смештених у четврт Сатори.

### Општинска власт
Општинско веће састоји се од 53 особа.
| Раздобље   | Особа                | Странка |
| ---------- | -------------------- | ------- |
| Од 1995.   | Étienne Pinte        | UMP     |
| 1977—1994. | André Damien         | UDF     |
| 1947—1976. | André Mignot         |         |
| 1944—1946. | Émile Labeyrie       | PCF     |
| 1935—1944. | Gaston Henry-Haye    |         |
| 1925—1935. | Yves Le Coz          |         |
| 1919—1925. | Henri Saint-Mleux    |         |
| 1913—1919. | Henri Frédéric Simon |         |
| 1888—1913. | Édouard Levebvre     |         |
| 1879—1987. | Hippolyte Deroisin   |         |
| ...        |                      |         |
| 1837—1847. | Ovide Remilly        |         |
| 1831—1836. | Louis Haussmann      |         |
| ...        |                      |         |
| 1790—1790. | Hyacinthe Richaud    |         |
| 1789.      | Jean-François Coste  |         |

## Образовање
- Универзитет у Версају

## Демографија
| 1962.  | 1968.  | 1975.  | 1982.  | 1990.  | 1999.  | 2006.  | 2011.  |
| ------ | ------ | ------ | ------ | ------ | ------ | ------ | ------ |
| 86.759 | 90.829 | 94.145 | 91.494 | 87.789 | 85.726 | 87.549 | 86.307 |

1999. године, 87,9% становништва у Версају чинило је становништво рођено у континенталној Француској, 0,9% становништва рођено је у прекоморским територијама Француске, а 4,2% су француски држављани који су рођени ван Француске. Имигранти чине остатак становништва.
Развој становништва (извор INSEE / EHESS)

## Економија
Економију Версаја обележавају три главне активности или сектора:
- туризам, који је већином везан за палату коју годишње посети око три милиона људи,
- управне и трговачке функције, већином везане за статус града који је седиште департмана и разних административних институција,
- активности везане уз одбрану, већином се одвијају у четврти Сатору.

Версај је седиште трговачке и индустријске коморе Versailles-Val-d'Oise-Yvelines (Chambre de commerce et d'industrie de Versailles-Val-d'Oise-Yvelines), као и регионалне трговачке и индустријске коморе Париз – Île de France (Chambre régionale de commerce et d'industrie Paris – Île de France).

## Култура

### Познате личности
- Луј XIV (1638—1715), рођен у Saint-Germain-en-Layeu, краљ Француске од 1661. до 1715.
- Луј XV (1710—1774), рођен у Версају, краљ Француске од 1715. до 1774.
- Луј XVI (1754—1793), рођен у Версају, краљ Француске од 1774. до 1791, те краљ Француза од 1791. до 1792.
- Луј XVII (1785—1795)
- Луј XVIII (1755—1824), рођен у Версају, краљ Француске од априла 1814. до марта 1815. и од 1815. до 1824.
- Карло X (1757—1836), рођен у Версају, краљ Француске од 1824. до 1830.
- Jean-Antoine Houdon, рођен у Версају 1744, скулптор
- Louis-Alexandre Berthier (1753—1815), француски маршал и начелник генералштаба у доба Наполеона
- Agathe de Rambaud (1764—1853) рођена у Версају
- генерал Lazare Hoche (1768—1797)
- генерал Gaspard Gourgaud (1783—1852)
- François Achille Bazaine (1811—1864), рођен у Версају, маршал Наполеона III
- Ferdinand de Lesseps, рођен у Версају 1805.
- кардинал Pierre Gerlier (1880—1965), надбискуп Лиона (1937—1965).
- Denis Podalydès, рођен у Версају 1963, сценариста, глумац, и режисер
- Michel Gondry, рођен у Версају 1963, режисер и музичар
- Jean-Benoît Dunckel, рођен у Версају 1969, музичар
- Николас Анелка, рођен у Версају 1979, фудбалер
- Фуцати, рођен у Версају 1981, репер

### Споменици
- Версајска палата

Палата је била седиште двора француских краљева за време Луја XIV, Луја XV и Луја XVI. У њој је Енглеска признала независност САД (1783), овде се догодило уједињење Другог Рајха (1871), и овде је потписан Версајски уговор (1919) у Галерији огледала. Палата се још увек користи за проглашење измена француског устава.
- Велики Тријанон
- Мали Тријанон
- Амо
- игралиште
- музеј кочија
- катедрала Свети Луј
- црква Нотр Дам
- црква свети Симфоријен
- 1238
- гимназија
- железничка станица Версај
- позориште

## Спорт

### Бициклизам
Версај је 16 пута био град у етапи Тур д Франса између 1958. и 1989. Те задње године у задњој етапи између Париза и Версаја, постао је познат по поразу Лаурен Фињона којег је победио Грег ЛеМонд за осам секунди након 3.000 km дуге трке.

### Веслање
је једна од најстаријих спортских друштва у граду. Удружење "Cercle Nautique de Versailles" основано је 1908. године, а већина њених активности одвијају се на Гранд Канал Версајске палате. Циљ удружења је развијање веслања у свим облицима, па удружење редовно организује национална и међународна такмичења у веслању.

### Рагби
Овај спорт започињу ученици гимназије Hoche који стварају удружење Association Athlétique du Lycée Hoche. И након више од једног века овај спорт је и даље популаран у Версају, а игра се у многим школама. Постоји и рагби клуб Версај.

### Јахање
У граду постоји јахачки клуб "Club Hippique de Versailles" са око 1.000 чланова, а стар више од пола века и сваке године организује национално јахачко такмичење, као и регионална и департманска такмичења. У граду се налази јахачка академија Бартабас која се налази у великој стаји (Grande Écurie) палате.

## Међународна сарадња
- Нара
- Пушкин
- Канбера